# Phaeoscypha cladii
Phaeoscypha cladii är en svampart som först beskrevs av Nag Raj & W.B. Kendr., och fick sitt nu gällande namn av Spooner 1984. Phaeoscypha cladii ingår i släktet Phaeoscypha och familjen Hyaloscyphaceae.   Inga underarter finns listade i Catalogue of Life.